# Sporobolus nervosus
Sporobolus nervosus är en gräsart som beskrevs av Ferdinand von Hochstetter. Sporobolus nervosus ingår i släktet droppgräs, och familjen gräs. Inga underarter finns listade i Catalogue of Life.